# Мармарис
Мармарис (тур. Marmaris) је град у Турској у вилајету Мугла. По подацима из 2000. године у граду је живело 28.660 становника. Мармарис је познато летовалиште.

## Географија
У Мармарису влада средоземна клима, коју одликују топла и влажна лета и хладне и кишне зиме. Падавине су ретке између маја и октобра. Лета су топла и влажна, а температуре може да достигне преко 40 °C некад у току јула и августа. Октобар је још увек топао и светао, мада са краткотрајним појавама кише. Многи туристи желе да посете Мармарис почетком јесени, нарочито у септембру, јер температуре тада нису високе.
Највише кише пада после новембра. Годишња количина падавина достиже до 1181,8 mm. Падавине су сконцентрисане у одвојеним интервалима током зиме, када тешке провале облаке изазивају поплаве у овој, њима иначе склоној области.

## Историја
Иако се не зна тачно када је Мармарис основан, у 6. веку п. н. е. град је био познат као Фискос, и сматра се делом Карије. Према историчару Херодоту, дворац у Мармарису постојао је још од 3000. п. н. е. Током хеленистичког доба, Карију је напао Александар Велики, а дворац је био опкољен. 600 становника града је схватило да немају шансе против Александрове војске и спалили су своје драгоцености у дворцу пре него што су побегли брда са својим женама и децом. Освајач, свестан стратешког значаја палате, поправио је уништене делове дворца да би у њему остала посада од неколико стотина војника пре него што се главнина војске врати кући.
Следећи важан догађај у историји Мармариса догодио се скоро две хиљаде година касније, средином 15. века, када је Османско царство је почела да расте за време султана Мехмеда II, који је успео да покори и обједини под једну заставу разна племена и краљевства Анадолије. Витезови светог Јована, који су окупирали Додеканезе, су му представљали велики проблем. Са седиштем у Родосу, Витезови су се борили за много година, успевали су да се одупру налетима турске војске Мехмеда II, све док његов моћнији наследник није ступио на сцену.
Дворац у Мармарису је обновљен од нуле 1522. године за време османског султана Сулејмана Величанственог, када је испловио у свој поход на Родос, у чему је Мармарис служио као база. Од 1979. године трају радови на реновирању дворца, како би га вратили назад у првобитно стање. Под покровитељством Министарства културе, дворац је претворен у музеј. Постоји седам галерија, од којих се највећа користи као изложбени простор, док је двориште украшено цвећем. Ту се налази и мали каравансарај, изграђен у исто време дворац, а изградила га је Сулејманова мајка.

## Демографија
| 1990.  | 2000.  |
| ------ | ------ |
| 16.361 | 28.660 |